# Villa Waldbühl

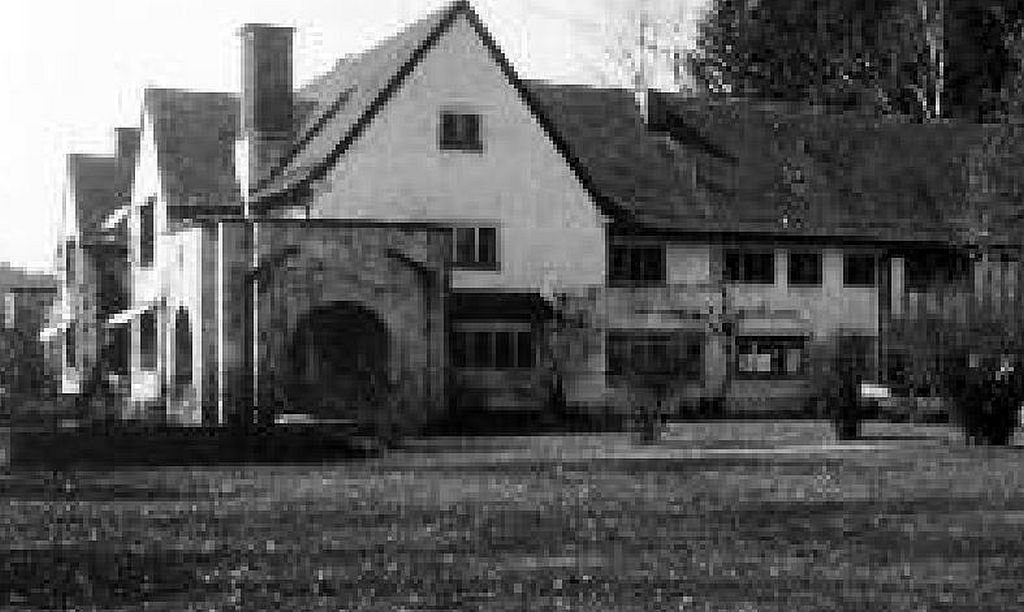
Uzwil; Villa Waldbühl

Die Villa Waldbühl oder das Landhaus Waldbühl ist ein durch den englischen Architekten Mackay Hugh Baillie Scott im Stil der Arts and Crafts Movement erbautes Landhaus in Uzwil in der Schweiz.
Die Villa bildet zusammen mit dem Ensemble, bestehend aus der Villa, dem Park und dem Innenleben, eins der wichtigsten Objekten in der Werkliste Baillie Scotts, vor allem im Bezug auf die vollständig erhaltene Ausstattung. Es ist der einzige derartige Bau von ihm in der Schweiz. Er befindet sich in einem ausserordentlich gutem Originalzustand.
Theodor Bühler von der Uzwiler Industriellenfamilie Bühler kannte Baillie Scott aus seiner Zeit in London, wo er die Ausbildung machte, und in seinem Auftrag wurde das Landhaus von 1909 (gemäss Baugesuch) bis 1911 gebaut. Die Architekten Pfleghard und Haefeli, welche einige Jahre vorher bereits für Adolf Bühler, den ältesten Brüder Theodors, das Landhaus Sonnenhügel errichteten, skizzierten 1907 eine Vorstudie für einen Wohnkomplex das Holzbüel, welcher aber nicht weiterentwickelt wurde.
Die Inneneinrichtung im Jugendstil (Räume, Möbel, Ausstattung bis hin zu Flakons) wurde durch Scott entworfen, durch englische Firmen ausgeführt und eingeführt. Die Villa wird durch eine Parkanlage, der aus einem Architekturgarten mit Pergola, Treppenanlagen, Pool und Badehaus besteht, umschwungen. Diese wurde ebenfalls von Scott entworfen, ursprünglichere Pläne von ihm gingen von einem grösseren Garten aus.
Im etwas abgelegenen Landhaus, in dem der Tudorstil mit den schweizerisch-bündnerische Formen im Heimatstil vereint worden ist, übernahm der Heimatstilarchitekt Armin Witmer-Karrer die Bauleitung.
Das Objekt ist als Villa Waldbühl als Einzelobjekt nationaler Bedeutung in der Liste des schweizerischen Inventars der Kulturgüter von nationaler und regionaler Bedeutung eingetragen.